# Enochrus debilis
Enochrus debilis är en skalbaggsart som först beskrevs av Sharp 1882.  Enochrus debilis ingår i släktet Enochrus och familjen palpbaggar. Inga underarter finns listade i Catalogue of Life.